# Hiện tượng quan sát thấy UFO ở Hoa Kỳ
Đây là danh sách những trường hợp được cho là đã nhìn thấy vật thể bay không xác định hoặc UFO ở Hoa Kỳ.

## Danh sách vụ chứng kiến UFO
| Ngày tháng           | Thành phố        | Tiểu bang        | Sự kiện                           | Mô tả |
| -------------------- | ---------------- | ---------------- | --------------------------------- | --- |
| 24 tháng 2 năm 1942  | Los Angeles      | California       | Trận Los Angeles                  | "Trận Los Angeles", còn gọi là "Đại Không kích Los Angeles", là tên do các nguồn tài liệu đương đại đặt cho cuộc tấn công hư cấu của kẻ thù và trận pháo kích phòng không sau đó diễn ra từ cuối ngày 24 tháng 2 đến đầu ngày 25 tháng 2 năm 1942, trên bầu trời Los Angeles, California. Ban đầu, mục tiêu của cuộc tấn công trên không được cho là do lực lượng tấn công từ Nhật Bản, nhưng Bộ trưởng Hải quân Frank Knox, phát biểu tại một cuộc họp báo ngay sau đó, đã gọi vụ việc là một "báo động giả". Khi ghi lại sự cố này vào năm 1983, Văn phòng Lịch sử Không quân Mỹ cho rằng sự kiện này là do "thần kinh chiến tranh", có khả năng được kích hoạt bởi một quả bóng bay thời tiết bị thất lạc, và trở nên trầm trọng hơn do pháo sáng nhầm và đạn nổ từ các khẩu đội liền kề.                                                                                      |
| 21 tháng 6 năm 1947  | Đảo Maury        | Washington       | Sự kiện đảo Maury                 | Sự kiện đảo Maury xảy ra vào ngày 21 tháng 6 năm 1947. Vụ việc được trình báo ngay sau khi Kenneth Arnold nhìn thấy đĩa bay lúc ban đầu. Đây cũng là một trong những trường hợp được báo cáo sớm nhất về cuộc chạm trán khả nghi với cái gọi là "Những gã mặc bộ đồ màu đen". |
| 24 tháng 6 năm 1947  | Đảo Maury        | Washington       | Sự kiện UFO Kenneth Arnold        | Ngày 24 tháng 6 năm 1947, Arnold cho biết ông đã nhìn thấy 9 vật thể bất thường bay thành hàng gần Núi Rainier ở bang Washington khi đang tìm kiếm chiếc máy bay quân sự bị mất tích trên chiếc CallAir A-2. Ông mô tả các vật thể gần như sáng chói khi chúng phản chiếu tia nắng mặt trời; chuyến bay của họ là "thất thường" ("giống như đuôi của một con diều Trung Quốc") và bay với "tốc độ cực lớn". Câu chuyện của Arnold được hãng Associated Press và các hãng thông tấn khác đăng tải rộng rãi. |
| Tháng 7 năm 1947     | Roswell          | New Mexico       | Sự kiện UFO Roswell               | Sự kiện UFO Roswell liên quan đến việc thu hồi vật liệu gần Roswell, New Mexico vào đầu tháng 7 năm 1947, kể từ đó đã trở thành chủ đề của nhiều cuộc suy đoán và nghiên cứu. Có rất nhiều quan điểm khác nhau về những gì thực sự đã xảy ra. Quân đội Mỹ khẳng định rằng những gì được phục hồi là một khinh khí cầu nghiên cứu tuyệt mật bị rơi, trong khi nhiều nhà nghiên cứu UFO tin rằng mảnh vỡ này là của một chiếc phi thuyền bị rơi của người ngoài hành tinh. Vụ việc đã phát triển thành một hiện tượng văn hóa đại chúng được công nhận và nhắc đến. |
| 7 tháng 1 năm 1948   | Maysville        | Kentucky         | Sự kiện UFO Mantell               | Sự kiện Mantell liên quan đến vụ tai nạn và cái chết của viên phi công 25 tuổi thuộc Lực lượng Vệ binh Quốc gia Kentucky là Đại úy Thomas F. Mantell vào ngày 7 tháng 1 năm 1948, khi đang truy đuổi UFO. Nhà sử học David Michael Jacobs lập luận rằng trường hợp Mantell đánh dấu sự thay đổi trong nhận thức của cả công chúng và chính phủ về UFO. |
| 24 tháng 7 năm 1948  | Montgomery       | Alabama          | Sự kiện UFO Chiles–Whitted        | Cuộc chạm trán UFO Chiles–Whitted được cho là đã xảy ra vào ngày 24 tháng 7 năm 1948, khi hai phi công thương mại người Mỹ báo cáo rằng chiếc Douglas DC-3 của họ suýt va chạm với một vật thể lạ hình ngư lôi. Vụ việc này được Dự án Sign của Không quân Mỹ tiến hành điều tra. |
| 1 tháng 10 năm 1948  | Fargo            | North Dakota     | Không chiến Gorman                | Trận không chiến Gorman được cho là đã xảy ra vào ngày 1 tháng 10 năm 1948, khi một viên phi công thuộc Không quân Mỹ nhìn thấy và truy đuổi một chiếc UFO trong 27 phút trên bầu trời Fargo, North Dakota. |
| 11 tháng 5 năm 1950  | McMinnville      | Oregon           | Ảnh chụp UFO McMinnville          | Các bức ảnh về UFO McMinnville được Paul và Evelyn Trent chụp tại một trang trại gần McMinnville, Oregon vào ngày 11 tháng 5 năm 1950. |
| 15 tháng 8 năm 1950  | Great Falls      | Montana          | Sự kiện UFO Mariana               | Sự kiện UFO Mariana xảy ra vào mùa hè năm 1950 ở Great Falls, Montana. Sự kiện này đã thu hút sự chú ý của giới truyền thông quốc gia, vì khái niệm về UFO và người ngoài hành tinh xâm lược cực kỳ phổ biến đối với người Mỹ vào thời điểm đó. |
| 25 tháng 8 năm 1951  | Lubbock          | Texas            | Ánh sáng Lubbock                  | Ánh sáng Lubbock là một hệ thống ánh đèn hình chữ V được nhìn thấy trên thị trấn Lubbock, Texas vào tháng 8 năm 1951. |
| 24 tháng 5 năm 1952  | Burbank          | California       | Orfeo Angelucci                   | Bắt đầu từ mùa hè năm 1952, theo Angelucci trong cuốn sách The Secret of the Saucers (1955), ông bắt đầu gặp những chiếc đĩa bay và phi công trông giống con người khá là thân thiện khi lái xe từ một nhà máy chế tạo máy bay về nhà. |
| 13 tháng 7 năm 1952  |                  | Washington, D.C. | Sự kiện UFO Washington, D.C. 1952 | Sự kiện UFO tại Washington, D.C. năm 1952 là một loạt các báo cáo về vật thể bay không xác định từ ngày 13 đến ngày 29 tháng 7 năm 1952, trên bầu trời thủ đô Washington, D.C. Tựa bài tháng 7 của tờ New York Times đăng nội dung như sau: "Các vật thể bay gần Washington được cả phi công và radar phát hiện: phía không quân tiết lộ các báo cáo về thứ gì đó, có lẽ là 'đĩa bay', đang di chuyển chậm nhưng nhảy lên nhảy xuống". |
| 12 tháng 9 năm 1952  | Flatwoods        | West Virginia    | Quái vật Flatwoods                | Sáu cậu bé và một phụ nữ địa phương ở Flatwoods, West Virginia đã trình báo chính họ vừa nhìn thấy một UFO hạ cánh và sau đó phát hiện ra một sinh vật trông kỳ quái gần địa điểm này vào ngày 12 tháng 9 năm 1952. |
| 23 tháng 11 năm 1953 | Sault Ste. Marie | Michigan         | Felix Moncla                      | Felix Moncla, Jr. là phi công của Không quân Mỹ đã biến mất cùng với Trung úy thứ 2 Robert Wilson khi đang truy đuổi một vật thể bay không xác định trên Hồ Superior vào năm 1953. Không quân Mỹ báo cáo rằng Moncla đã bị rơi và vật thể "không xác định" này là nhận dạng nhầm máy bay của Không quân Canada, nhưng Không quân Hoàng gia Canada (RCAF) phản đối tuyên bố này cho biết không có máy bay nào của họ ở gần khu vực nghi vấn cả. |
| 2 tháng 11 năm 1957  | Levelland        | Texas            | Vụ UFO Levelland                  | Vụ UFO Levelland xảy ra vào ngày 2–3 tháng 11 năm 1957, tại thị trấn nhỏ Levelland, Texas. Levelland, vào năm 1957 có dân số khoảng 10.000 người, nằm ở phía tây Lubbock trên thảo nguyên bằng phẳng của vùng cán xoong Texas. |
| 19 tháng 9 năm 1961  | Lancaster        | New Hampshire    | Vụ bắt cóc Barney và Betty Hill   | Barney và Betty Hill tuyên bố đã bị người ngoài hành tinh bắt cóc vào ngày 19–20 tháng 9 năm 1961. Câu chuyện của họ, thường được gọi là Vụ bắt cóc vợ chồng nhà Hill và đôi khi là Sự kiện Zeta Reticuli, là báo cáo về vụ bắt cóc UFO đầu tiên được công bố rộng rãi. |
| 24 tháng 4 năm 1964  | Socorro          | New Mexico       | Sự kiện Lonnie Zamora             | Lonnie Zamora là một sĩ quan cảnh sát bang New Mexico đã báo cáo về một vụ chạm trán cự ly gần với UFO vào thứ Sáu ngày 24 tháng 4 năm 1964, gần Socorro, New Mexico. |
| 3 tháng 9 năm 1965   | Exeter           | New Hampshire    | Sự kiện Exeter                    | Sự kiện Exeter ở Exeter, New Hampshire xảy ra vào ngày 3 tháng 9 năm 1965. Một UFO có kích thước bằng một nhà kho được một thiếu niên và hai cảnh sát nhìn thấy cách đó gần 500 feet. |
| 9 tháng 12 năm 1965  | Kecksburg        | Pennsylvania     | Sự kiện UFO Kecksburg             | Sự kiện UFO Kecksburg ở Kecksburg, Pennsylvania, xảy ra vào ngày 9 tháng 12 năm 1965. Một quả cầu lửa lớn, rực rỡ đã được hàng nghìn người ở ít nhất sáu bang và Ontario, Canada nhìn thấy. Nó quét qua khu vực Detroit, Michigan và Windsor, Ontario, thả các mảnh vụn kim loại được báo cáo xuống Michigan và phía bắc Ohio, đồng thời gây ra tiếng nổ siêu thanh ở phía tây bang Pennsylvania. Nó thường được báo chí giả định và đưa tin là một thiên thạch. |
| 1969                 | Leary            | Georgia          | Sự kiện UFO Jimmy Carter          | Jimmy Carter tuyên bố rằng chính mắt ông đã nhìn thấy một UFO vào năm 1969. Năm 1973, khi còn là Thống đốc bang Georgia, ông từng đệ trình một báo cáo lên Cục UFO Quốc tế tại Thành phố Oklahoma, Oklahoma. |
| 11 tháng 10 năm 1973 | Pascagoula       | Mississippi      | Vụ bắt cóc Pascagoula             | Vụ bắt cóc Charles Hickson và Calvin Parker, còn được gọi là Vụ bắt cóc Pascagoula, sau Vụ bắt cóc vợ chồng nhà Hill, là một trong những trường hợp báo cáo về vụ người ngoài hành tinh bắt cóc nổi tiếng nhất. |
| 12 tháng 1 năm 1975  | North Bergen     | New Jersey       | Sự kiện Stonehenge                | Xảy ra ở Công viên North Hudson gần tòa nhà chung cư Stonehenge tại North Bergen, New Jersey như Village Voice và các phương tiện truyền thông địa phương khác đưa tin. |
| 5 tháng 11 năm 1975  | Snowflake        | Arizona          | Vụ bắt cóc Travis Walton          | Travis Walton tuyên bố mình đã bị UFO bắt cóc vào ngày 5 tháng 11 năm 1975, khi đang làm việc cho một nhóm khai thác gỗ trong Rừng Quốc gia Apache-Sitgreaves ở bang Arizona. Mọi người chẳng thể nào tìm thấy Walton nhưng ông đột ngột xuất hiện trở lại sau năm ngày tìm kiếm ráo riết. |
| 27 tháng 8 năm 1979  | Stephen          | Minnesota        | Sự kiện Val Johnson               | Vào lúc 1:40 sáng tháng 8 năm 1979, tại Quận Marshall, Minnesota, Phó Cảnh sát trưởng Val Johnson đang làm nhiệm vụ và lái xe đến gần biên giới North Dakota thì chiếc xe tuần tra của ông bị một quả cầu ánh sáng chói mắt đâm vào. Johnson bất tỉnh và chiếc xe tuần tra của ông bị hư hỏng. |
| 29 tháng 12 năm 1980 | Dayton           | Texas            | Sự kiện Cash–Landrum              | Sự kiện Cash–Landrum là một vụ chứng kiến UFO được trình báo vào năm 1980, sau đó các nhân chứng cho biết sức khỏe của họ bị tổn hại. Đây là một trong số rất ít trường hợp UFO dẫn đến thủ tục tố tụng tại tòa án dân sự. Nó có thể được phân loại là Tiếp xúc cự ly gần Loại thứ hai, do những tác động vật lý theo như báo cáo của nó đối với các nhân chứng và ô tô của họ. |
| 11 tháng 11 năm 1987 | Gulf Breeze      | Florida          | Sự kiện UFO Gulf Breeze           | Sự kiện UFO Gulf Breeze xảy ra vào ngày 11 tháng 11 năm 1987, ở Gulf Breeze, Florida. |
| 8 tháng 3 năm 1994   | Nhiều nơi        | Michigan         | Sự kiện UFO hồ Michigan 1994      | Hơn 100 nhân chứng đã báo cáo có 5 hoặc 6 vật thể hình trụ hoặc hình tròn có đèn xanh lam, đỏ, trắng và xanh lục trên khắp Tây Michigan. |
| 13 tháng 3 năm 1997  | Phoenix          | Arizona          | Ánh sáng Phoenix                  | Ánh sáng Phoenix, đôi khi gọi là "Ánh đèn trên Phoenix", là tên gọi phổ biến được đặt cho một loạt hiện tượng quang học diễn ra trên bầu trời các bang Arizona và Nevada của nước Mỹ vào ngày 13 tháng 3 năm 1997. Ánh sáng này có nhiều cách mô tả khác nhau đã được hàng ngàn người nhìn thấy khoảng từ 19 giờ 30 phút và 22 giờ 30 phút MST, trong một không gian khoảng 300 dặm, từ ranh giới Nevada qua Phoenix đến tận rìa Tucson. Những người ủng hộ giả thuyết UFO cho rằng luồng ánh sáng này là một phần của loại máy bay mà con người chưa biết rõ, trong khi Không quân Mỹ xác định chúng chỉ là pháo sáng do máy bay A-10 Warthog đang thực hiện bài tập huấn luyện thả xuống. Năm 2007, cựu thống đốc bang Arizona là Fife Symington đã đứng ra thừa nhận rằng ông đã nhìn thấy "một con tàu khổng lồ hình tam giác lặng lẽ di chuyển qua Đỉnh Squaw" vào năm 1997. |
| 5 tháng 1 năm 2000   | Highland         | Illinois         | UFO hình tam giác đen             | Vụ chứng kiến "Tam giác St. Clair", "UFO Over Illinois", "UFO Nam Illinois" hoặc "UFO Highland, Illinois" xảy ra vào ngày 5 tháng 1 năm 2000, trên các thị trấn Highland, Dupo, Lebanon, Summerfield, Millstadt và O'Fallon, Illinois, bắt đầu ngay sau 4 giờ sáng. Năm sĩ quan cảnh sát Illinois đang làm nhiệm vụ ở các địa phương riêng biệt, cùng với nhiều nhân chứng khác, đã nhìn thấy và báo cáo về một chiếc phi thuyền hình tam giác khổng lồ, im lặng, hoạt động ở một phạm vi bất thường từ tốc độ gần lơ lửng đến tốc độ cao đáng kinh ngạc ở độ cao ngọn cây. Vụ việc đã được Peter Jennings xem xét trong chương trình "Seeing is Believing" của ABC Special. |
| 21 tháng 8 năm 2004  | Chicago          | Illinois         |                                   | Hàng trăm nhân chứng đã nhìn thấy một đội hình tam giác gồm các ánh sáng màu đỏ ở độ cao từ thấp đến trung bình, vào ba dịp riêng biệt vào cuối năm 2004 và đầu năm 2005, tạo ra nhiều video, ảnh chụp và giới truyền thông địa phương chính thống đưa tin về hai vùng ngoại ô của Chicago, Illinois. (Các) vật thể di chuyển chậm trong không phận đông đúc gần Sân bay Quốc tế O'Hare. Vụ việc đã được báo chí địa phương đưa tin. |
| 7 tháng 11 năm 2006  | Chicago          | Illinois         | Sự kiện UFO Chicago O'Hare 2006   | Vào khoảng 4 giờ 30 phút chiều ngày 7 tháng 11 năm 2006, giới chức liên bang tại Sân bay Quốc tế Chicago O'Hare nhận được báo cáo rằng một nhóm gồm 12 nhân viên sân bay đang chứng kiến một chiếc phi thuyền hình đĩa bằng kim loại đang bay lơ lửng trên cổng C-17. |
| 5 tháng 1 năm 2009   | Morristown       | New Jersey       | Trò lừa bịp UFO Morristown        | Ngày 5 tháng 1 năm 2009, năm vật thể màu đỏ không xác định được nhìn thấy ở Morristown, New Jersey. Ngày 1 tháng 4 năm 2009, Joe Rudy và Chris Russo thừa nhận đây chỉ là trò lừa bịp và đưa ra bằng chứng video chứng minh họ là thủ phạm, nói rằng họ muốn chứng minh việc đánh lừa những người được gọi là "chuyên gia UFO" dễ dàng như thế nào". |
| 19 tháng 2 năm 2018  | Sa mạc           | Arizona          |                                   | Theo Cục Hàng không Liên bang, ba phi công thương mại đã nhìn thấy một vật thể không xác định bay qua họ trong không phận mở phía trên Arizona. Toán điều tra viên báo cáo rằng ba phi công này rất có thể đã nhìn thấy một "khí cầu nghiên cứu tầm cao". |
| 21 tháng 2 năm 2021  | Clayton          | New Mexico       |                                   | Một phi công, ở độ cao 37.000 feet báo cáo đã nhìn thấy một vật thể hình trụ dài gần giống như một "loại tên lửa hành trình" di chuyển rất nhanh ngay trên đầu họ theo đoạn âm thanh được công bố. American Airlines xác nhận rằng đường truyền vô tuyến đến từ chuyến bay 2292. Vài ngày sau, FAA tuyên bố: "Một phi công báo cáo đã nhìn thấy một vật thể ở New Mexico ngay sau buổi trưa giờ địa phương vào Chủ Nhật ngày 21 tháng 2 năm 2021. Các kiểm soát viên không lưu của FAA thì chẳng thấy bất kỳ vật thể nào trong khu vực trên kính hiển vi radar của họ". |
| 10 tháng 2 năm 2023  | Deadhorse        | Alaska           | Vật thể lạ ở Alaska 2023          | Một vật thể ở độ cao lớn đã đi vào không phận Hoa Kỳ vào ngày 9 tháng 2 và bị Không quân Mỹ bắn hạ trên vùng Biển Beaufort. Bộ Quốc phòng cho biết nó có kích cỡ bằng một chiếc ô tô nhỏ và bay về phía đông bắc ở độ cao khoảng 40.000 feet (12.000 m), gây nguy hiểm cho các chuyến bay dân sự. |
| 12 tháng 2 năm 2023  | Hồ Huron         | Michigan         | Vật thể lạ ở hồ Huron 2023        | Một vật thể hình bát giác có dây treo trên đó được phát hiện ở phía bắc Montana, Wisconsin và Bán đảo Thượng Michigan ở độ cao 20.000 feet. Không phận tạm thời bị đóng tại khu vực Hồ Huron rồi bị Không quân và Vệ binh Quốc gia Mỹ bắn hạ, rơi xuống vùng biển Canada. |